# Tow (Film)
Tow (engl. für „Abschleppen“) ist ein Filmdrama von Stephanie Laing. Der Film erzählt die wahre Geschichte einer obdachlosen Frau aus Seattle, die 21.634 US-Dollar zahlen sollte, um ihr abgeschlepptes Auto zurückzubekommen. Der Film mit Rose Byrne in der Hauptrolle und Octavia Spencer, Dominic Sessa, Ariana DeBose, Demi Lovato und Simon Rex in weiteren Rollen feierte im Juni 2025 beim Tribeca Film Festival seine Premiere.

## Handlung
Amanda Ogle lebt in Seattle und hat zwar eine Zulassung als Veterinärtechnikerin, aber keinen Hochschulabschluss, was es ihr schwer macht, einen Job zu finden. Sie ist obdachlos und schläft in ihrem Auto. Als Amanda ihren blauen Toyota Camry Baujahr 1991 bei der örtlichen Polizei als vermisst meldet, wird sie auf einem Hof eines Abschleppdienstes fündig. Das Unternehmen hat ihr Auto abgeschleppt, während sich Amanda in einem Vorstellungsgespräch befand. Der Wachmann des Abschlepphofs zeigt sich mitfühlend, ist aber nicht befugt, ihr Fahrzeug freizugeben.
Amanda kommt in einem Obdachlosenheim der Kirche unter, das von einer eisernen Frau namens Barb geleitet wird. Eine Organisation vermittelt sie an den jungen Anwalt Kevin Eggers, der sich um den Fall kümmern will und Klagen bei den Gerichten einreicht. Im Obdachlosenheim schließt Amanda Freundschaften mit anderen obdachlosen Frauen wie Nova, einer schwangeren Mutter, und Denise, einer Süchtigen, die gerade auf Entzug ist.

## Hintergrund

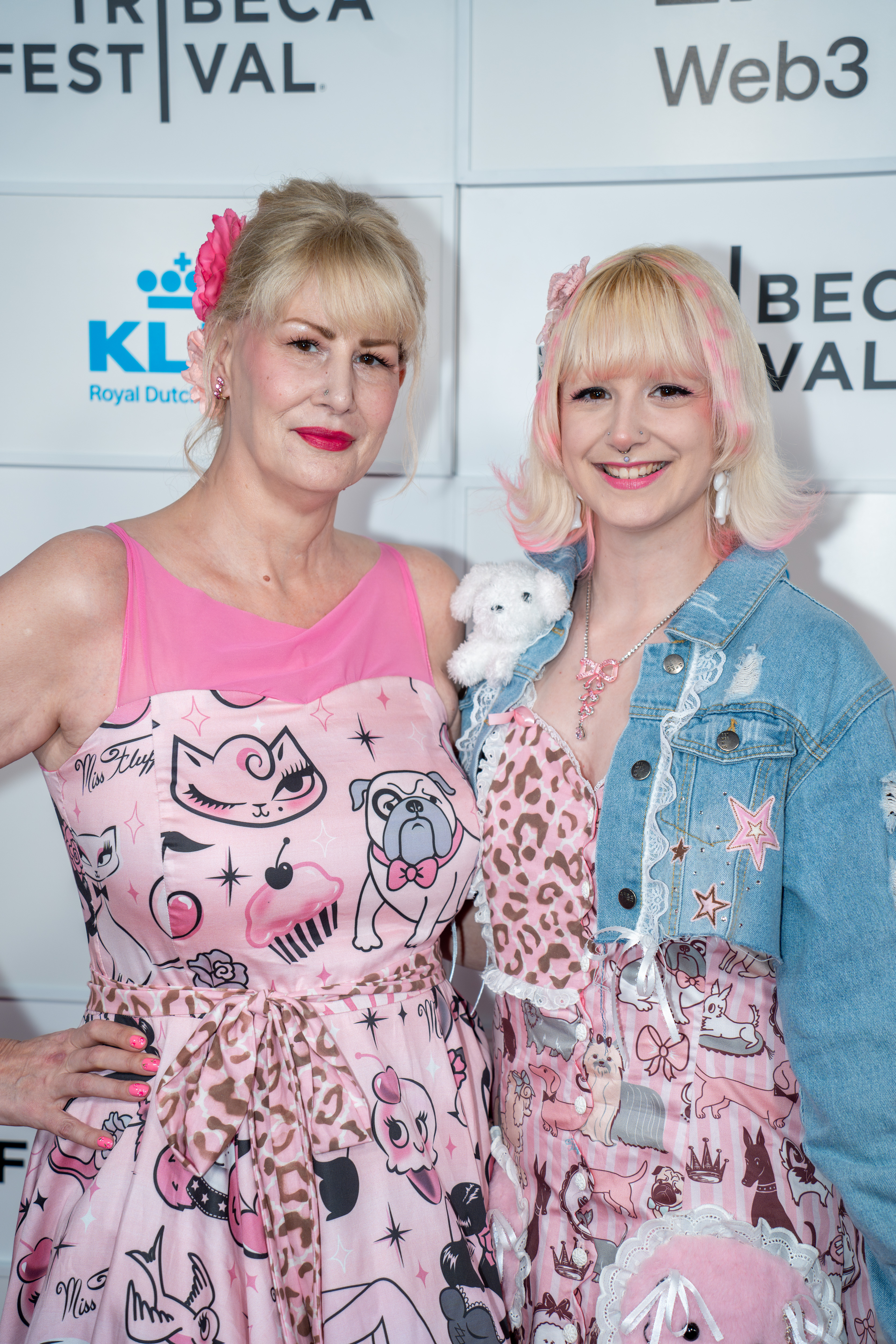
Amanda Ogle und ihre Tochter Avery

Nachdem im Oktober 2017 das Auto von Amanda Ogle in North Seattle gestohlen wurde, meldete sie den Diebstahl der Polizei. Am nächsten Tag teilte man ihr mit, dass ihr Auto vor einem Wohnhaus in SeaTac geparkt gefunden und abgeschleppt worden sei. Ogle ging zum Abschleppdienst „Dick's Towing“ und versuchte, das Auto zurückzubekommen. Obwohl man dort wusste, dass ihr Auto gestohlen worden war und Ogle dort erzählte, obdachlos zu sein, weigerte sich der Abschleppdienst, ihr das Auto zurückzugeben, wenn sie keine 427 US-Dollar zahlt. Da Ogle diesen Betrag nicht zahlen konnte, begann das Unternehmen, ihr 75 US-Dollar pro Tag für die Unterbringung des Autos zu berechnen. Ein Jahr lang kämpfte sie darum, ihn zurückzubekommen. In dieser Zeit ließ sie sich von einem Anwalt vertreten. Die Gebühren beliefen sich letztlich auf 21.634 US-Dollar.

## Produktion

### Regie, Drehbuch und Filmaufbau
Regie führte Stephanie Laing. Es handelt sich bei Tow nach den Filmkomödien Unersetzlich und Family Squares um ihren dritten Spielfilm. Überwiegend war Laing in der Vergangenheit als Regisseurin für Fernsehserien tätig. Das Drehbuch schrieben Jonathan Keasey, Brant Boivin und Annie Weisman. Mit Filmeditor Joe Klotz arbeitete Laing bereits für Unersetzlich zusammen. Sie lassen den Film mit der Information beginnen, dass die Zahl der Menschen, die in den USA in ihren Autos leben, zwischen einer und drei Millionen liegt. Im Abspann verwendet der Film Aufnahmen der echten Amanda Ogle und ihrer Tochter.

### Besetzung und Dreharbeiten
Die Australierin Rose Byrne spielt in der Hauptrolle Amanda Ogle. Elsie Fisher spielt ihre Tochter Avery, die bei ihrem Vater in Utah lebt. Corbin Bernsen ist in der Rolle des Chefanwaltes des Abschleppunternehmens namens Martin La Rosa zu sehen. Dominic Sessa spielt Kevin Eggers, den jungen Anwalt einer gemeinnützigen Organisation, die sich um Amandas Fall kümmert. Octavia Spencer ist in der Rolle von Barb zu sehen, der Leiterin des Obdachlosenheims der Kirche. Weiter auf der Besetzungsliste finden sich Ariana DeBose, Demi Lovato und Lea DeLaria als drei andere obdachlose Frauen namens Denise, Nova und Jocelyn und Simon Rex als Cliff, der Wachmann des Hofes des Abschlepppunternehmens. Das Casting übernahm Sherry Thomas.
Die Dreharbeiten fanden im April 2024 in der Stadt Bayonne und im Township Cranford in New Jersey statt. Als Kameramann fungierte der Kroate Vanja Černjul.

### Filmmusik und Veröffentlichung
Die Filmmusik komponierten Nathan Barr und Este Haim, die Bassistin und Sängerin der von ihr mitgegründeten US-amerikanischen Pop-Rock-Band Haim. Ihre Schwester und Bandkollegin ist die auch als Schauspielerin bekannte Alana Haim. Lovato ist in der Rolle von Nova bei einer Weihnachtsfeier in dem Obdachlosenheim mit dem Lied Have Yourself a Merry Little Christmas zu hören.
Die Premiere des Films war am 7. Juni 2025 beim Tribeca Film Festival. Im weiteren Verlauf des Monats wird er beim Nantucket Film Festival gezeigt. Im Juli 2025 sind Vorstellungen beim Galway Film Fleadh geplant.

## Rezeption

### Kritiken
Von den bei Rotten Tomatoes aufgeführten Kritiken sind alle positiv.
Lovia Gyarkye schreibt in ihrer Kritik für The Hollywood Reporter, ähnlich wie Harris Dickinson in seinem Debütfilm Urchin habe sich auch Stephanie Laing nicht für einen rein dokumentarisch anmutenden Realismus entschieden und beleuchte Themen wie Obdachlosigkeit und Suchterkrankung mit Einfühlungsvermögen und einer Prise Humor. Die Komik in Tow ergebe sich aus Amandas Situation, ohne das Schicksal der Unterdrückten zu glorifizieren. Laings stelle in dieser David-gegen-Goliath-Geschichten Amandas Leben als einen Albtraum dar und mache deutlich, wie teuer es ist, in den USA arm zu sein. Die Filmmusik von Este Haim und Nathan Barr hebe hierbei skurrile Momente dieses Lebens hervor.

### Auszeichnungen
Tribeca Film Festival 2025
- Nominierung in der Sektion Spotlight Narrative